# Ellen Nikolaysen

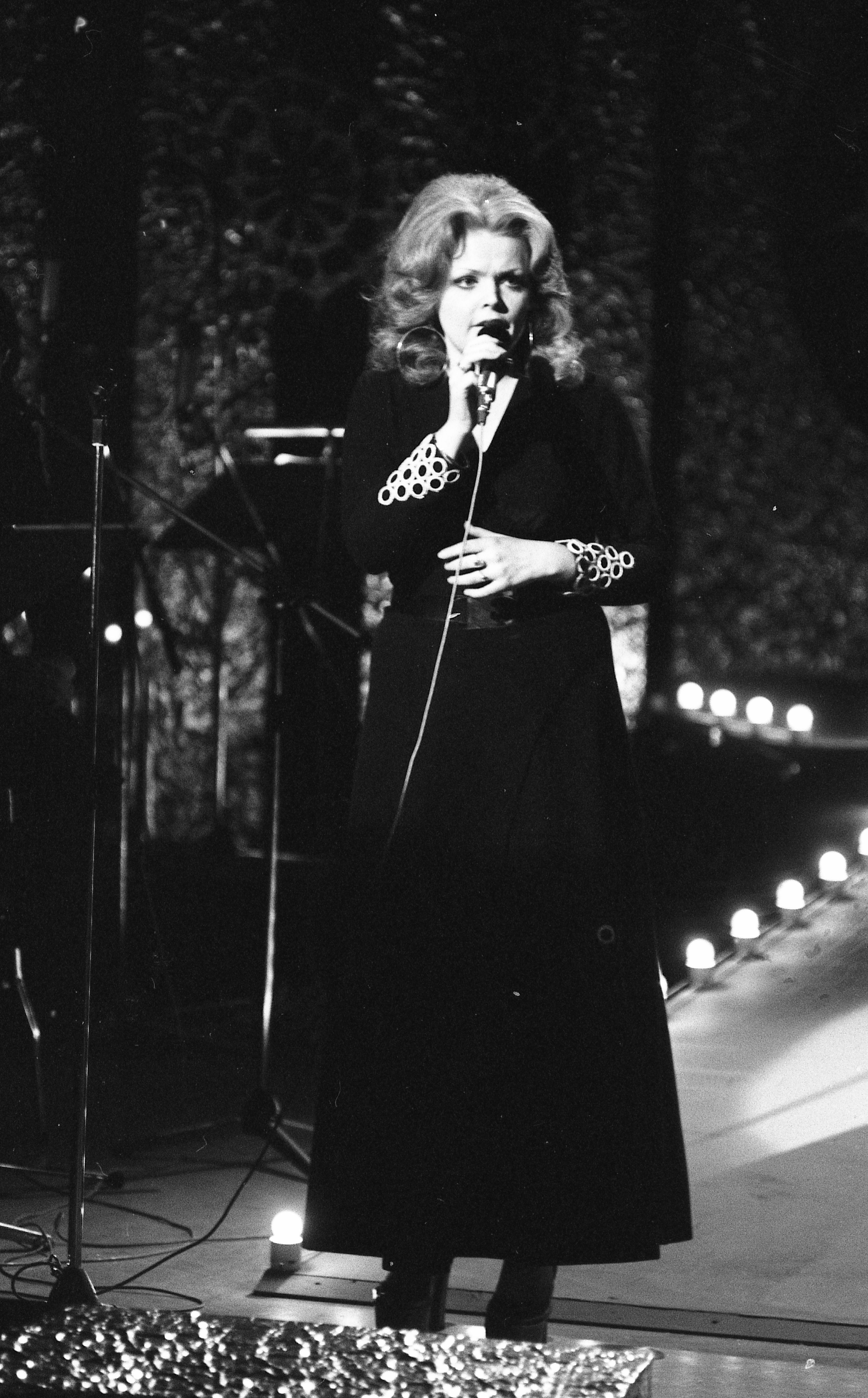
Ellen Nikolaysen (1974)

Ellen Helen Nikolaysen (* 10. Dezember 1951 in Oslo, auch Nicolaysen) ist eine norwegische Sängerin, Schauspielerin und Musicaldarstellerin.

## Biografie
Die damals 18-Jährige startete ihre Karriere bei dem vom staatlichen Rundfunk NRK veranstalteten Talentwettbewerb NRKs Talent '70 im Jahr 1970. Zwei Jahre später war sie das erste Mal beim norwegischen Vorentscheid zum Eurovision Song Contest, dem Melodi Grand Prix 1972, vertreten, konnte sich allerdings mit dem Titel Håp – zu deutsch Hoffnung – und Platz 4 bei fünf Teilnehmern nicht für Edinburgh qualifizieren. Im Jahr darauf war sie erfolgreicher, als Teil der Bendik Singers konnte sie sich für den Eurovision Song Contest 1973 in Luxemburg-Stadt qualifizieren. Dort sangen sie Å for ett spill in der englischen Version It’s just a game und erreichten Platz 7 – das beste norwegische Resultat dieses Jahrzehnts. 1973 brachte sie auch ihr erstes Album mit dem Titel Freckles heraus.
Auch 1974 nahm sie an der Vorentscheidung teil, konnte sich aber mit Lys og mørke (Hell und dunkel) nicht für den internationalen Contest qualifizieren, da sie Platz 3 belegte. Ihr zweites Album Stans! Jeg vil gi deg en sang brachte sie im selben Jahr heraus.
Im selben Jahr gewann sie das World Popular Song Festival im japanischen Tokio mit dem Titel You made me feel that I could fly.
Auch 1975 nahm sie am Melodi Grand Prix teil, diesmal mit dem Titel Det skulle ha vært sommer nå – zu deutsch Es sollte nun Sommer sein. Sie konnte die meisten der zehn Juroren überzeugen und fuhr mit dem Titel nach Stockholm. Beim Eurovision Song Contest 1975 war sie allerdings weniger erfolgreich, mit der englischen Version Touch my life with summertime – Berühre mein Leben mit Sommer – belegte sie Platz 18 bei 19 Teilnehmerin.
Von nun an sollte sie kein regelmäßiger Gast bei den norwegischen Vorentscheidungen sein, nur 1984 versuchte sie ihr Glück noch einmal. Der Titel Opus belegte dabei Platz 6. Allerdings brachte sie bis 1987 noch vier Alben heraus.
Von nun an widmete sie sich der Schauspielerei, doch auch bereits 1975 war sie am Film Faneflukt beteiligt.

## Diskografie
Alben
- 1973: Freckles
- 1974: Stans! Jeg vil gi deg en sang
- 1976: Kom
- 1978: Jul med Ellen og Hans Petter
- 1983: Songar utan ord
- 1987: Julekvad

## Filmografie (Auswahl)
- 1975: Faneflukt
- 1993: Solens sønn og månens datter
- 2002: Sejer – Djevelen holder lyset